# Память о Тарасе Шевченко

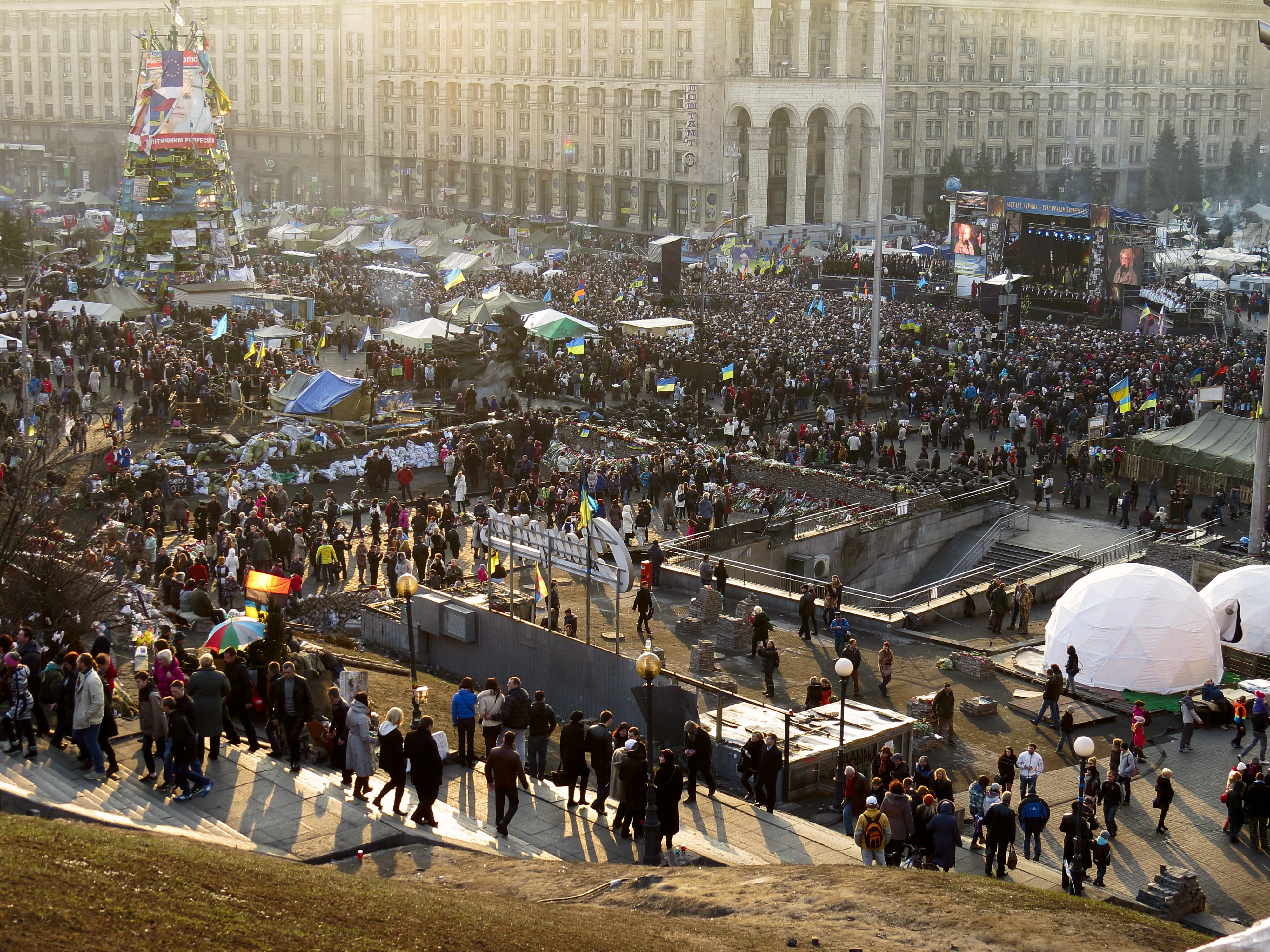
Празднование 200-летия со дня рождения Шевченко на майдане Независимости

Тарас Шевченко (1814—1861) — национальный поэт Украины. Память о нём чтят и на Украине, и за её пределами. К 200-летию со дня рождения поэта, которое отмечалось в 2014 году, телеканал «Интер» создал первую интерактивную карту объектов, посвящённых Тарасу Григорьевичу Шевченко. На интерактивной карте отмечены 1060 памятников Кобзарю, города, села, улицы, музеи, учебные заведения, театры, названные в его честь. Эти объекты находятся в 32 странах на разных континентах.

## Музеи
Жизни и творчеству поэта посвящены специализированные музеи:
- Шевченковский национальный заповедник c могилой поэта и музей в Каневе, Черкасская область.
- Национальный музей Тараса Шевченко — в Киеве, на бульваре Тараса Шевченко, и его филиалы:
  - Литературно-мемориальный дом-музей Тараса Шевченко — в переулке Тараса Шевченко в центре Киева,
  - Музей в историческом районе Приорка в Подольском районе Киева.
- Музей в доме Цибульских в Черкассах.
- Литературно-мемориальный музей в селе Шевченково, Черкасская область.
- Музей в Переяславе, Киевская область.
- Музей в Барышевке, Киевская область.
- Мемориальный музей-гауптвахта в Оренбурге, филиал Музея истории Оренбурга. Дом, в котором Шевченко жил в Оренбурге во время ссылки в 1849 году, был снесён около 2016 года[2], несмотря на статус памятника истории[3]. На его месте устроена парковка для автомобилей[4].
- Музей-квартира в здании Академии художеств в Санкт-Петербурге.
- Музей «Т. Г. Шевченко в Орской крепости» — филиал краеведческого музея Орска, Оренбургская область.
- Музей в городе Форт-Шевченко, Казахстан.
- Музей в Торонто, Канада.
- Музей народной архитектуры и быта «Шевченковский гай»

## Киновоплощения
- Амвросий Бучма — «Тарас Шевченко» (1926)[5]
- Николай Надемский — «Прометей» (1936)
- Сергей Бондарчук — «Тарас Шевченко» (1951)
- Иван Миколайчук — «Сон» (1964)
- Тарас Денисенко — «Тарас Шевченко. Завещание» (1992) и «Поэт и княжна» (1999).
- Борис Орлов — «Тарас. Возвращение» (2019)

## Памятники Тарасу Шевченко
Памятники Тарасу Григорьевичу Шевченко имеются во многих городах мира, как во всех областных центрах Украины, так и в столицах и городах других стран: постсоветских государствах и странах дальнего зарубежья.
Среди наиболее примечательных шевченковских мест — монумент в столице Австралии в виде кобзы, мемориал Тараса Шевченко в Вашингтоне (США), памятники в Оттаве (Канада), Буэнос-Айресе (Аргентина), Праге (Чехия), Риге (Латвия), Варшаве (Польша), Риме (Италия), а также монументальный комплекс в Актау (ранее г. Шевченко, Казахстан), где украинский поэт долгое время находился в ссылке.

## Стихотворение, посвящённое Тарасу Шевченко
К тебе, пророк — певец Украйны, 
Я из России ледяной
С своею музою печальной 
Пришел на холм могильный твой. 
Дай мне приют на время в хате
Во имя братства и любви
И песни петь о бедном брате 
Вслед за тобой благослови!

Перед твоей святою тенью, 
Перед твоим святым крестом 
Стою, молюсь и вспоминаю,
Как ты всю жизнь страдал и нёс 
Его, певец Украйны милой,
И, стал нам дорог за могилой. 

Спиридон Дрожжин «На могиле Т. Г. Шевченко», июль 1907 года (на пароходе под Каневом)

## Названы в его честь
См. также: Категория:Объекты, названные в честь Тараса Шевченко
- Институт литературы имени Т. Г. Шевченко НАН Украины
- Национальный университет в Киеве (напротив центрального корпуса университета — в парке, также носящем имя Тараса Шевченко, находится памятник поэту-кобзарю)
- Луганский педагогический университет.
- Национальный университет «Черниговский коллегиум» имени Т. Г. Шевченко[7]
- Орский государственный педагогический институт
- Приднестровский государственный университет в Тирасполе (б. Тираспольский государственный педагогический институт им. Т. Г. Шевченко)
- Криворожский городской театр драмы и музыкальной комедии имени Т. Г. Шевченко
- Черкасский областной украинский музыкально-драматический театр имени Т. Г. Шевченко
- Волынский академический областной украинский музыкально-драматический театр им. Т. Г. Шевченко
- Харьковский академический государственный украинский драматический театр имени Т. Шевченко
- Тернопольский областной украинский музыкально-драматический театр
- Национальный академический театр оперы и балета Украины имени Т. Шевченко в Киеве
- В СССР имя было присвоено Днепропетровскому областному украинскому музыкально-драматическому театру
- Черниговский областной украинский музыкально-драматический театр
- Харьковский приборостроительный завод.
- С 1924 года казахстанский город Форт Александровский носит название Форт-Шевченко, а с 1964 по 1991 год город Актау назывался «Шевченко»
- Среди местных жителей Мангистауской области Казахстана, где был Т. Г. Шевченко, имя Тарас считается распространённым
- Бульвар в Киеве, являющийся одним из центральных проспектов столицы Украины. Теплоход «Т. Г. Шевченко»
- Набережная в Москве

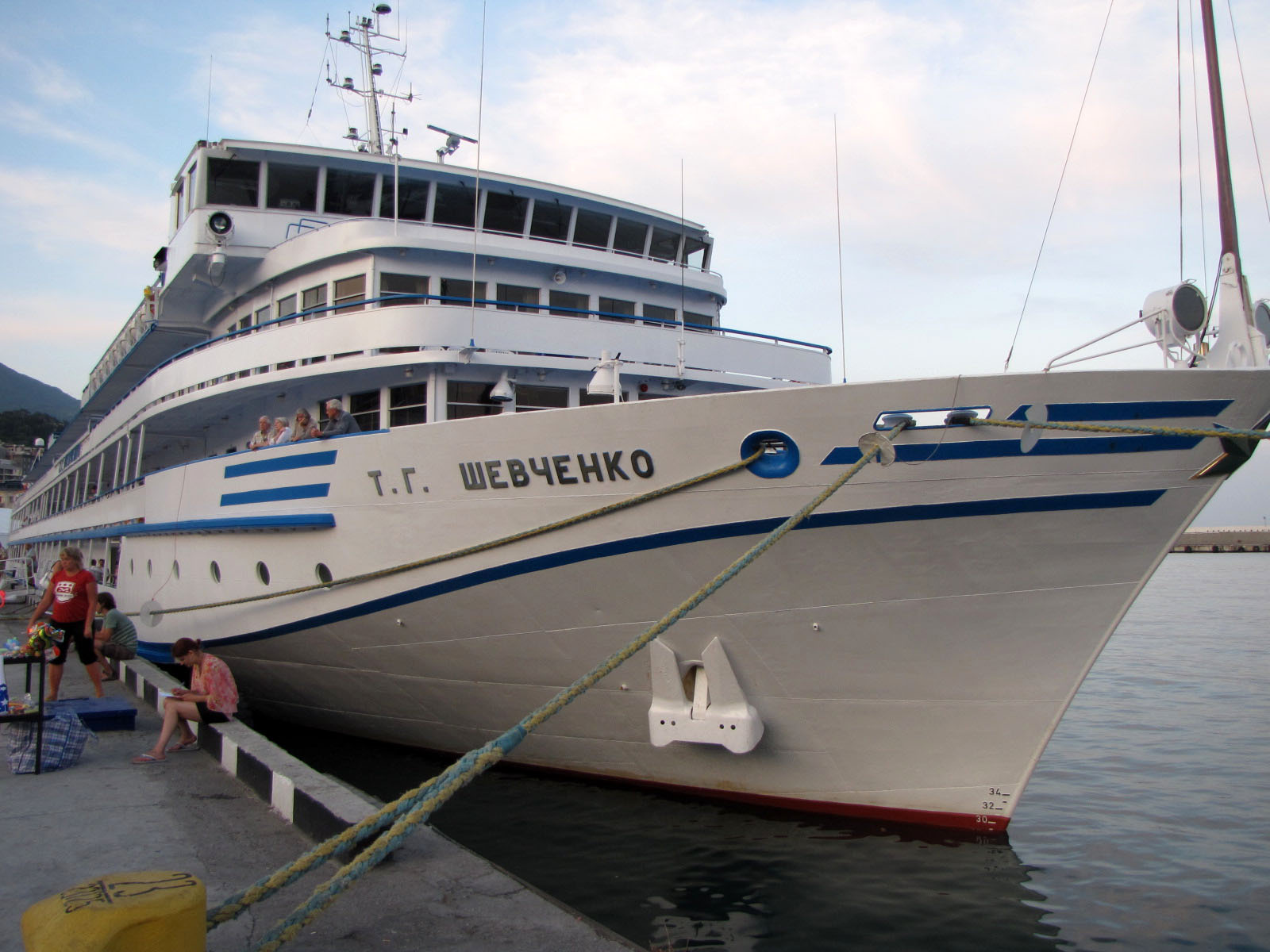
Теплоход «Т. Г. Шевченко»

- Именем Тараса Шевченко названы улицы во многих городах Украины, России и других стран (например, в Тбилиси, Вильнюсе,  Алма-Ате[8], Ашхабаде[9], Нью-Йорке, Ташкенте, Саратове, Ереване, Аммане и т. д).
- В Новосибирске именем Тараса Шевченко названы жилмассив и улица, на которой в 2015 году был установлен памятник в его честь[10].
- Именем поэта также названы площади в Киевe, Санкт-Петербурге, Будапеште[11], Лондоне и в Нью-Йорке
- Бульвар в Минске. В Минске же рядом с украинским посольством установлен памятник Т. Т. Шевченко
- Парк в Одессе, проспект
- Парк в Днепре
- Станция Киевского метро
- Залив в Аральском море
- Вершина на Кавказе — пик Шевченко. На вершине установлен бюст Т. Г. Шевченко, первое восхождение совершено в 1939 году.[12]
- Шевченко (кратер) — кратер на Меркурии
- Малая планета (2427) Кобзарь, открытая астрономом Крымской астрофизической обсерватории Н. С. Черных 20 декабря 1976 года[13]
- Всеукраинское общество «Просвещение» имени Тараса Шевченко
- Курень имени Шевченко в армии Колчака
- Национальная премия Украины имени Тараса Шевченко
- Украинская рота интернациональных бригад во время Гражданской войны в Испании
- 2-й украинский батальон имени Тараса Шевченко французского Движения Сопротивления
- Киевский казацкий полк им. Т. Шевченко армии Украины

## Мемориальные доски

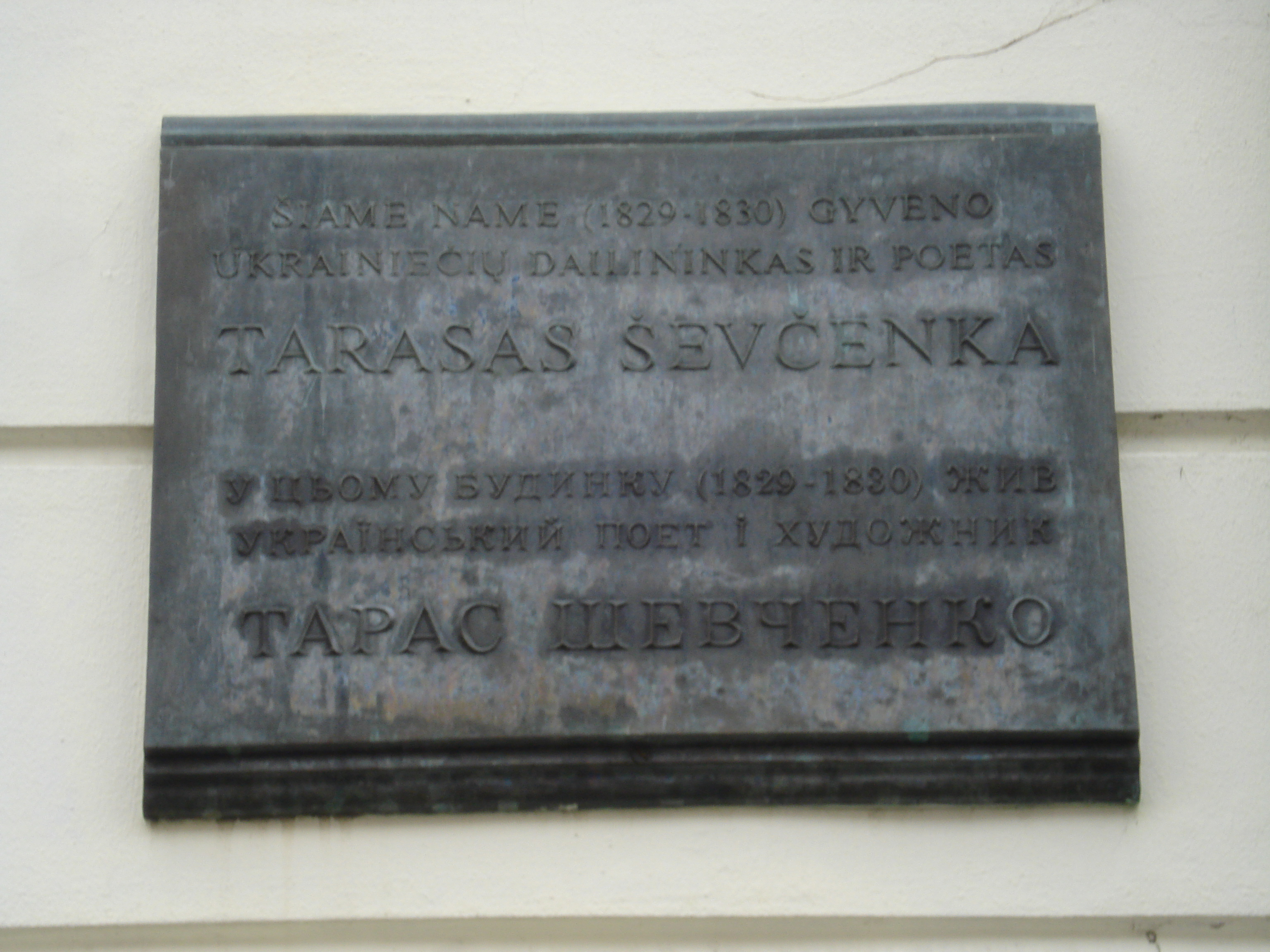
Мемориальная таблица на доме по улице Замковой (ныне Пилес, 10) в Вильнюсе, в котором Шевченко жил в 1829—1830 годах
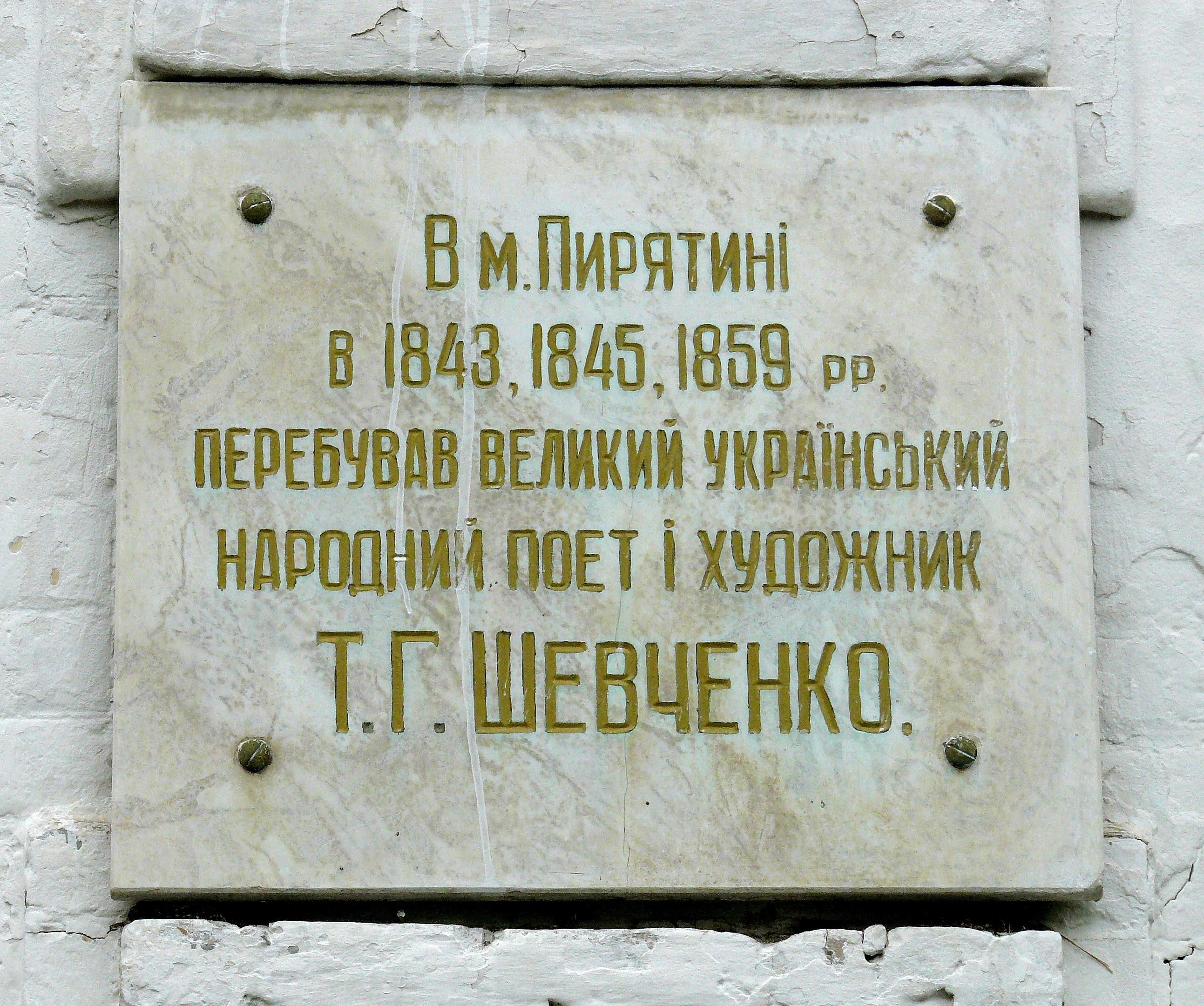
Мемориальная доска в Пирятине
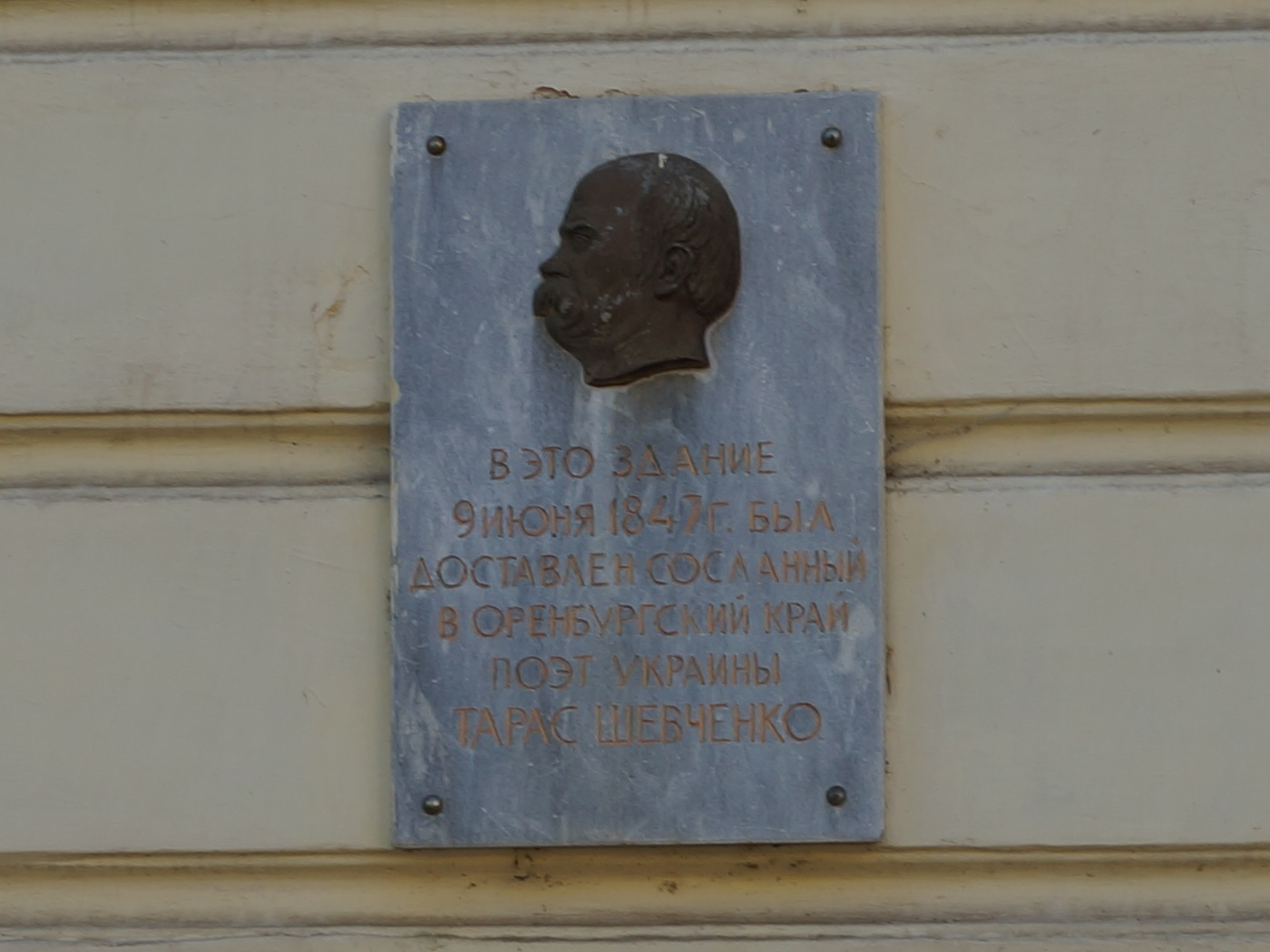
Мемориальная доска в Оренбурге на доме № 3 по ул. Советская
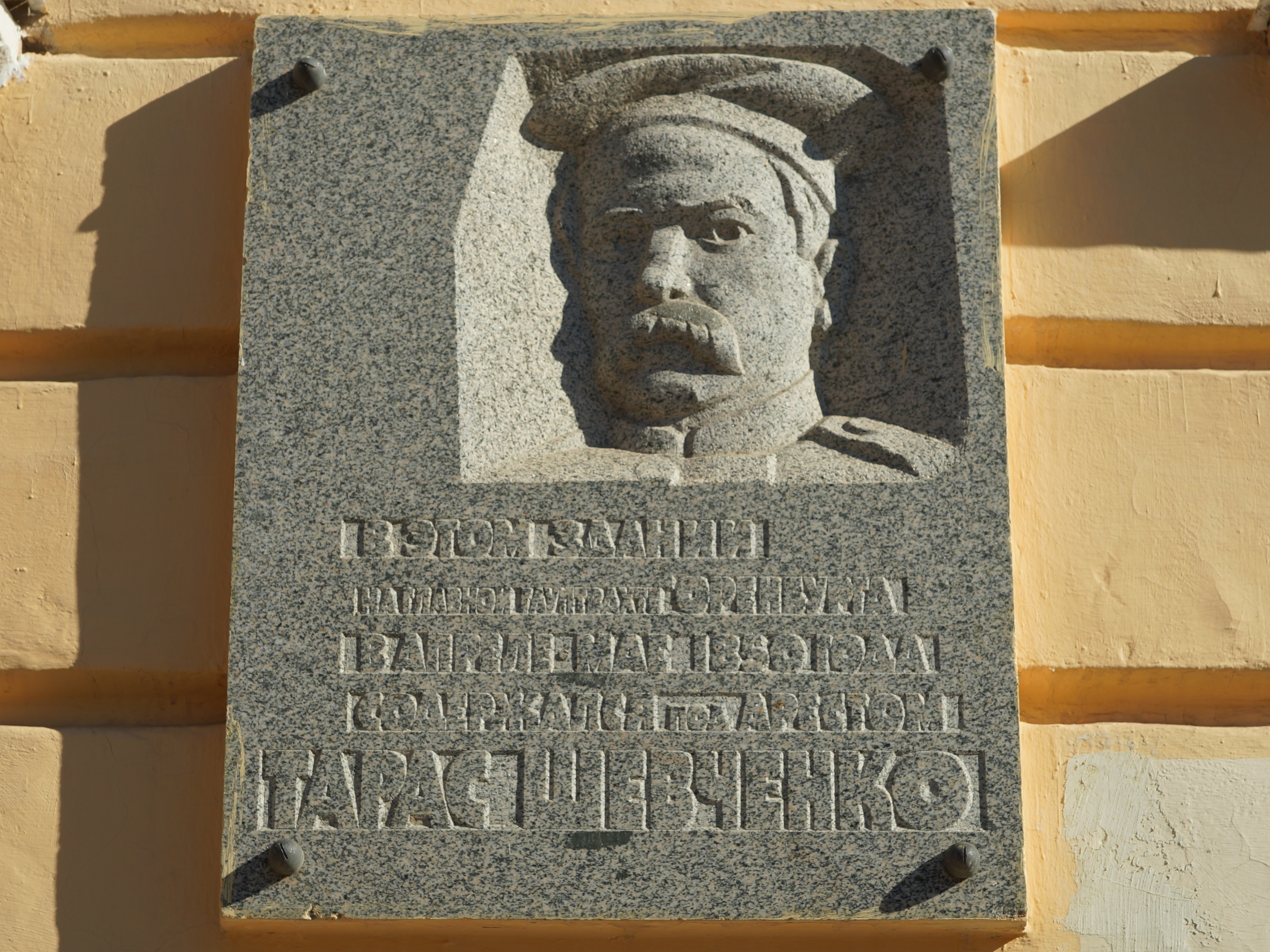
Мемориальная доска в Оренбурге на доме № 24 по ул. Советская
Мемориальная доска в г. Соль-Илецк Оренбургская область
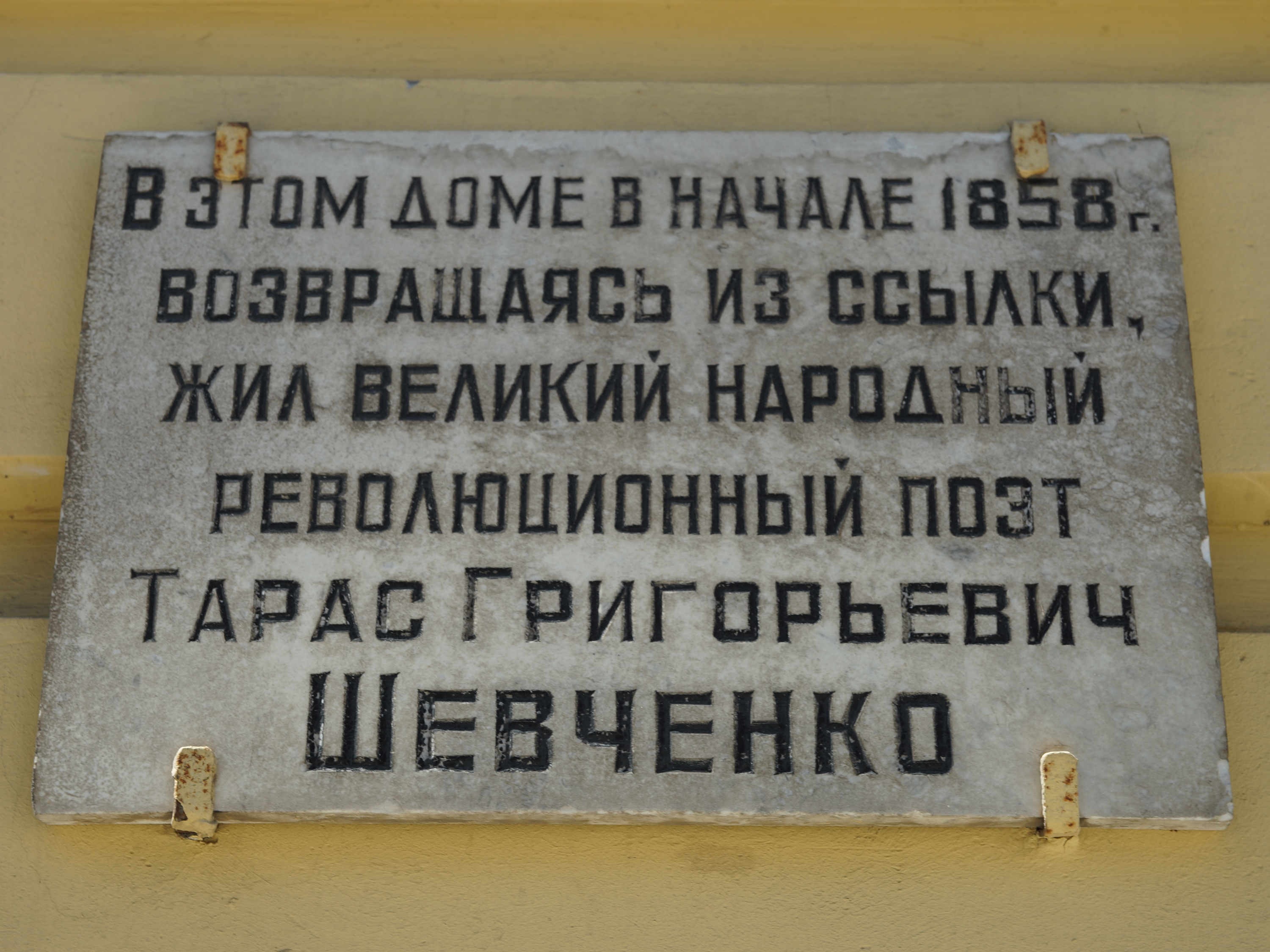
Мемориальная доска в Нижнем Новгороде на доме № 5 по ул. Варварская

## Изображения на деньгах
| Год  | Государство                              | Номинал                             | Тип                                    | Тираж   | Примечания                                                                       |
| ---- | ---------------------------------------- | ----------------------------------- | -------------------------------------- | ------- | -------------------------------------------------------------------------------- |
| 1989 | СССР                                     | 1 рубль                             | памятная монета, медно-никелевый сплав | 3000000 | 175 лет со дня рождения                                                          |
| 1995 | Приднестровье (непризнанное государство) | 50000 рублей                        | банкнота                               |         | памятник в Тирасполе                                                             |
| 1995 | Украина                                  | 1000000 карбованцев                 | банкнота                               |         | памятник в Киеве; в обращении до 1996                                            |
| 1996 | Украина                                  | 100 гривен                          | банкнота                               |         | серия 1994—2001, серия 2003—2015                                                 |
| 1997 | Украина                                  | 200 гривен                          | памятная монета, золото 900            | 10000   | ссылка Архивная копия от 4 марта 2016 на Wayback Machine                         |
| 2000 | Приднестровье (непризнанное государство) | 50 рублей                           | банкнота                               |         | серия 2000—2004, серия 2007                                                      |
| 2011 | Украина                                  | 5 гривен («Последний путь Кобзаря») | памятная монета, нейзильбер            | 35000   | ссылка Архивная копия от 4 марта 2016 на Wayback Machine 150 лет со дня смерти   |
| 2014 | Казахстан                                | 50 тенге                            | памятная монета, нейзильбер            | 100000  | ссылка Архивная копия от 21 июля 2015 на Wayback Machine 200 лет со дня рождения |
| 2014 | Казахстан                                | 500 тенге                           | памятная монета, серебро 925           | 3000    | ссылка Архивная копия от 21 июля 2015 на Wayback Machine 200 лет со дня рождения |

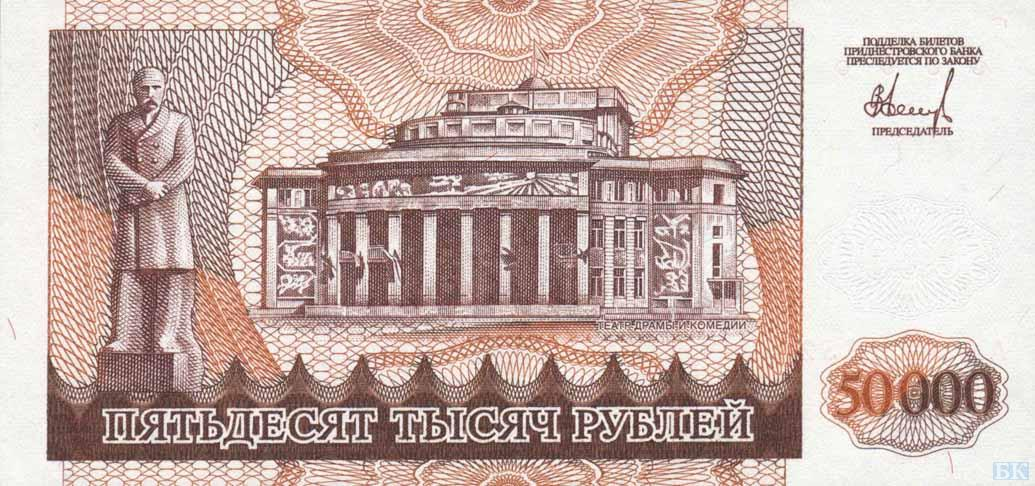
Памятник перед университетом в Тирасполе
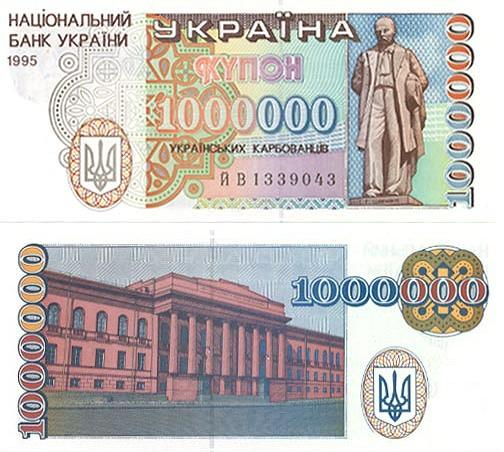
Памятник перед университетом в Киеве
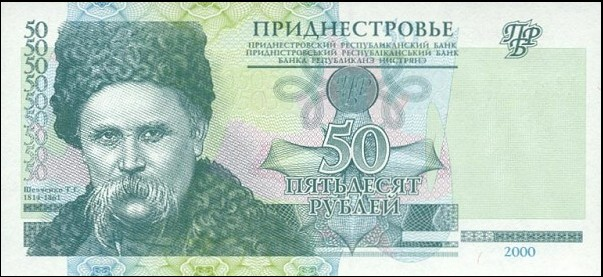
На 50 приднестровских рублях, 2000 год
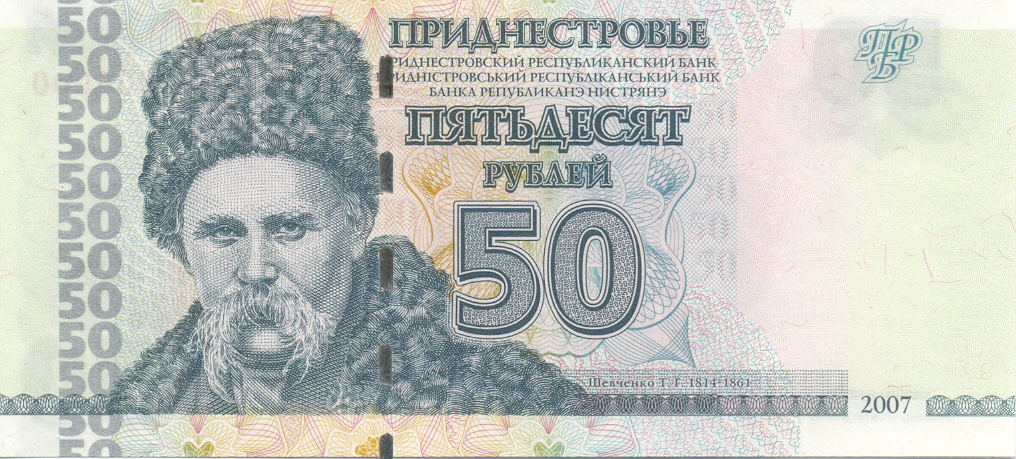
На 50 приднестровских рублях, 2007 год
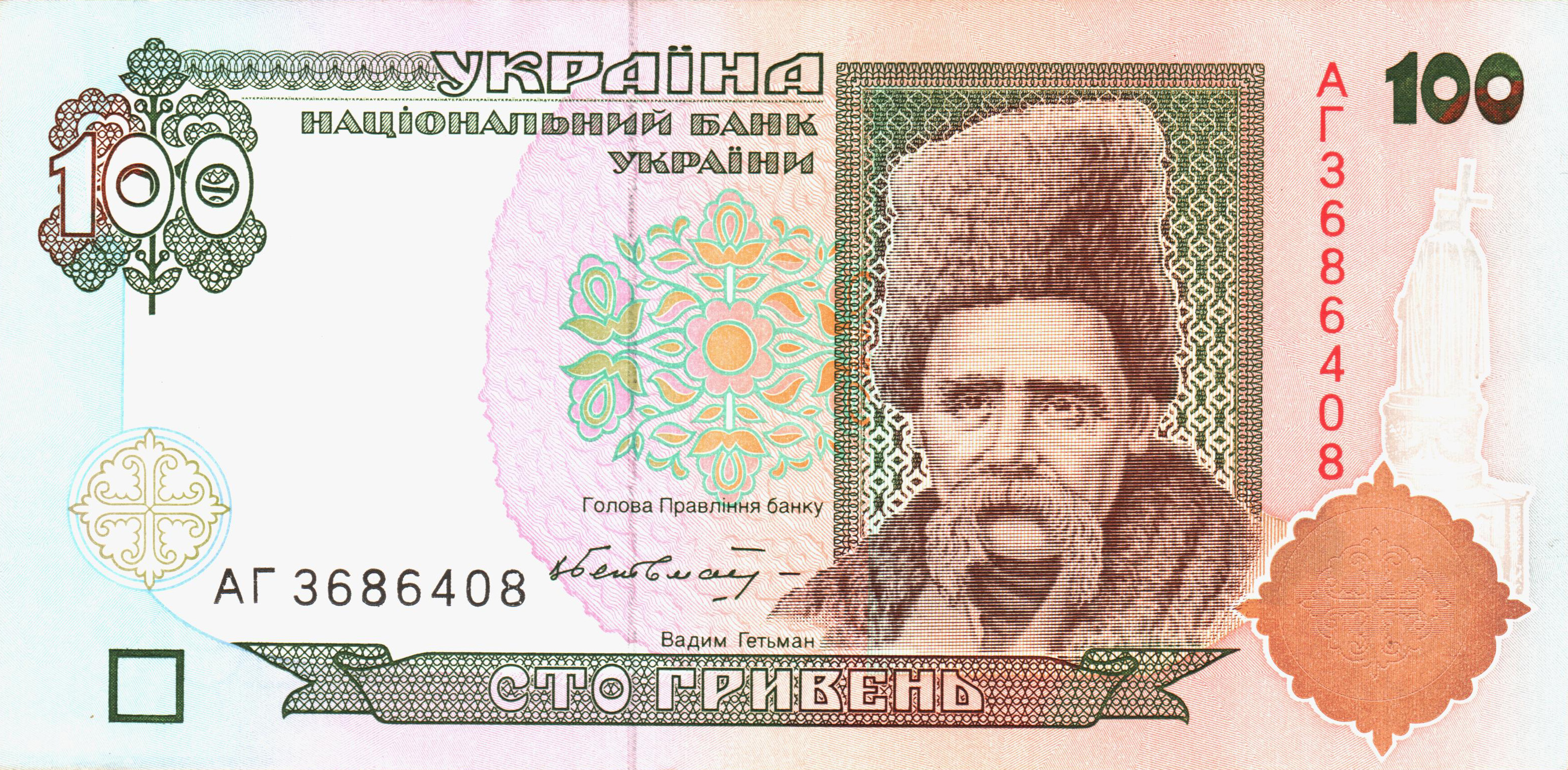
На ста гривнах, 1996 год
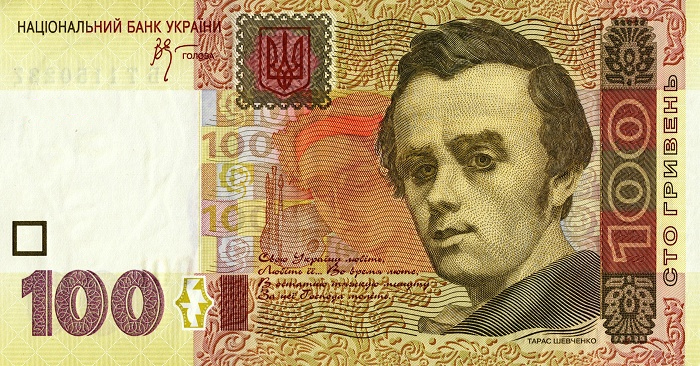
На ста гривнах, 2005 год
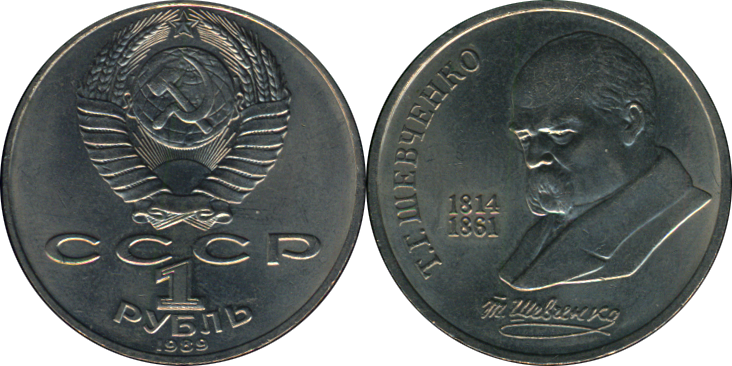
Юбилейный рубль СССР, 1989 год: 175 лет со дня рождения
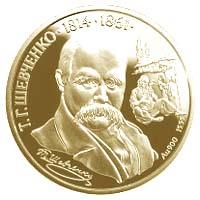
Памятная золотая монета Украины

## Изображения в филателии

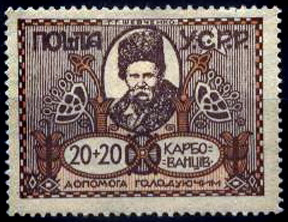
Почтово-благотворительная марка Украинской ССР (1923 год): Тарас Шевченко  (Mi #68A; Yt #149)
Марка Подпольной почты Украины, 80-летие Научного общества имени Тараса Шевченко, 1953 год
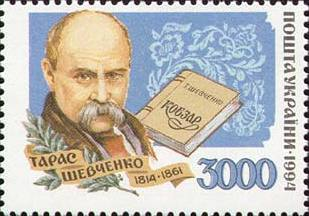
Почтовая марка Украины, 1994 год
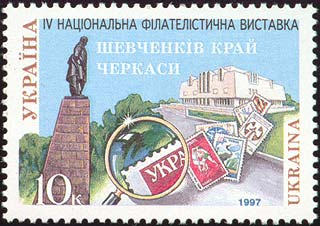
Почтовая марка Украины, 1997 год: 4-я национальная филателистическая выставка
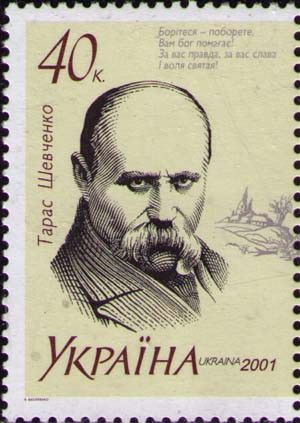
Почтовая марка Украины, 2001 год
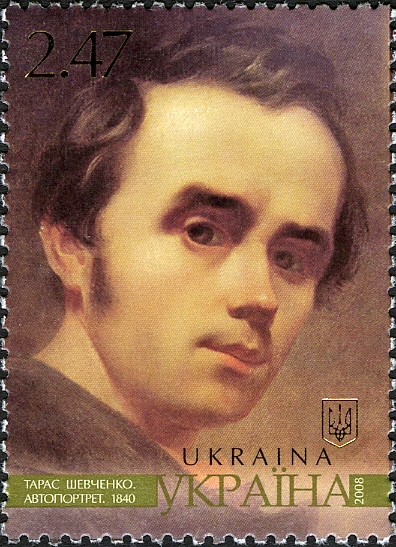
Почтовая марка Украины, 2008 год
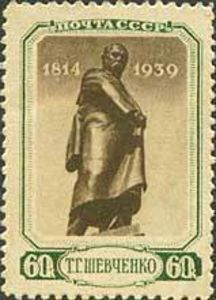
Почтовая марка СССР, 1939 год
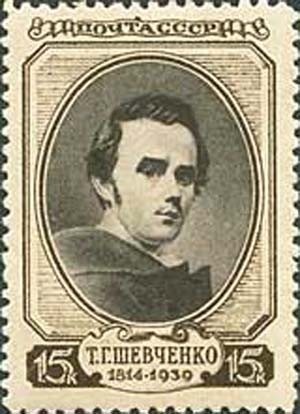
Почтовая марка СССР, 1939 год
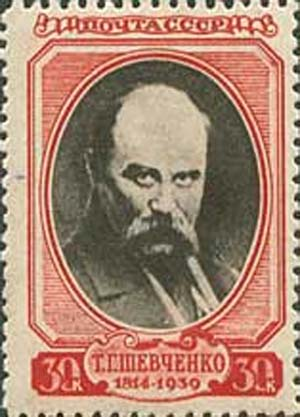
Почтовая марка СССР, 1939 год
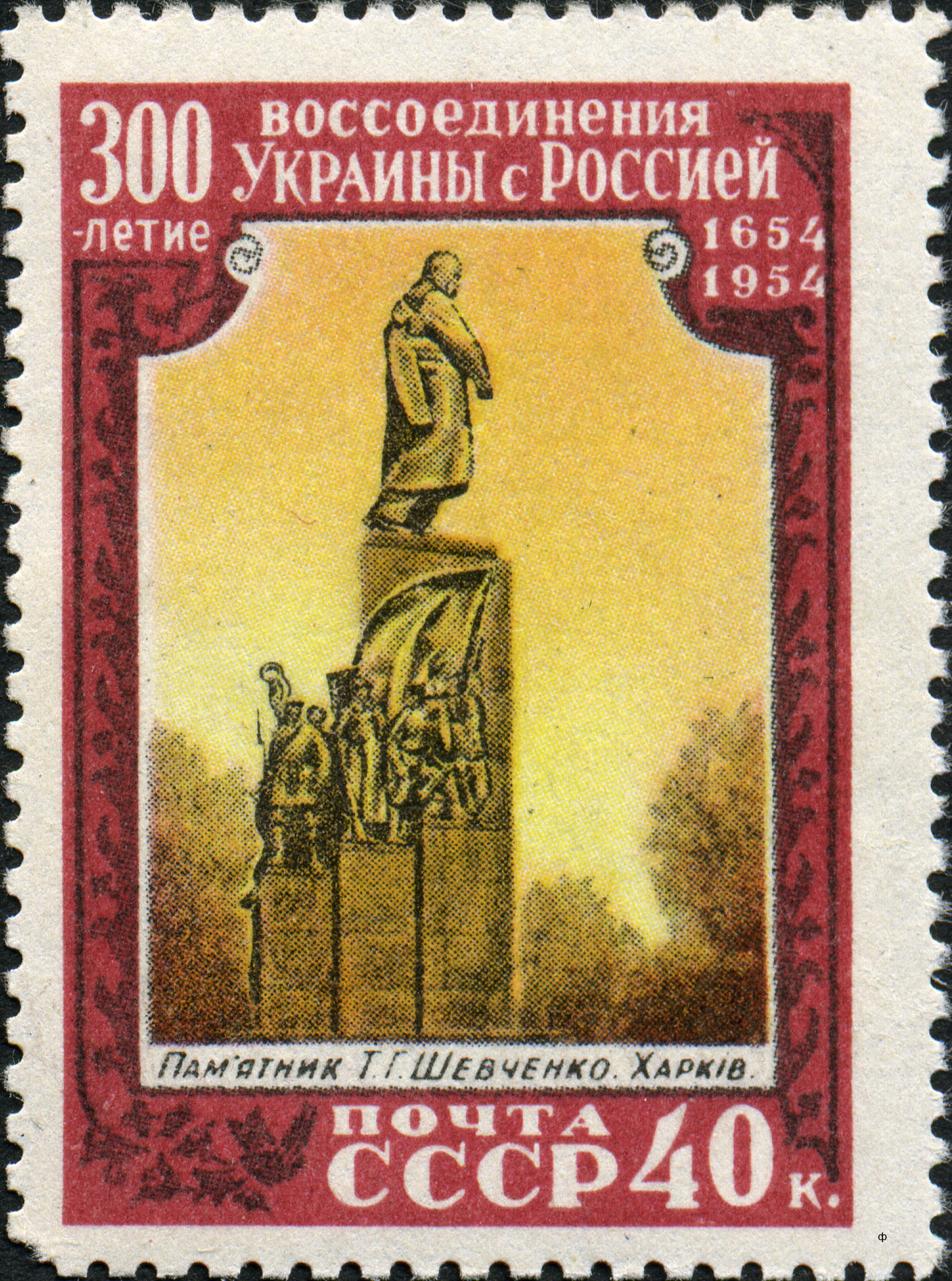
Почтовая марка СССР, 1954 год: памятник в Харькове
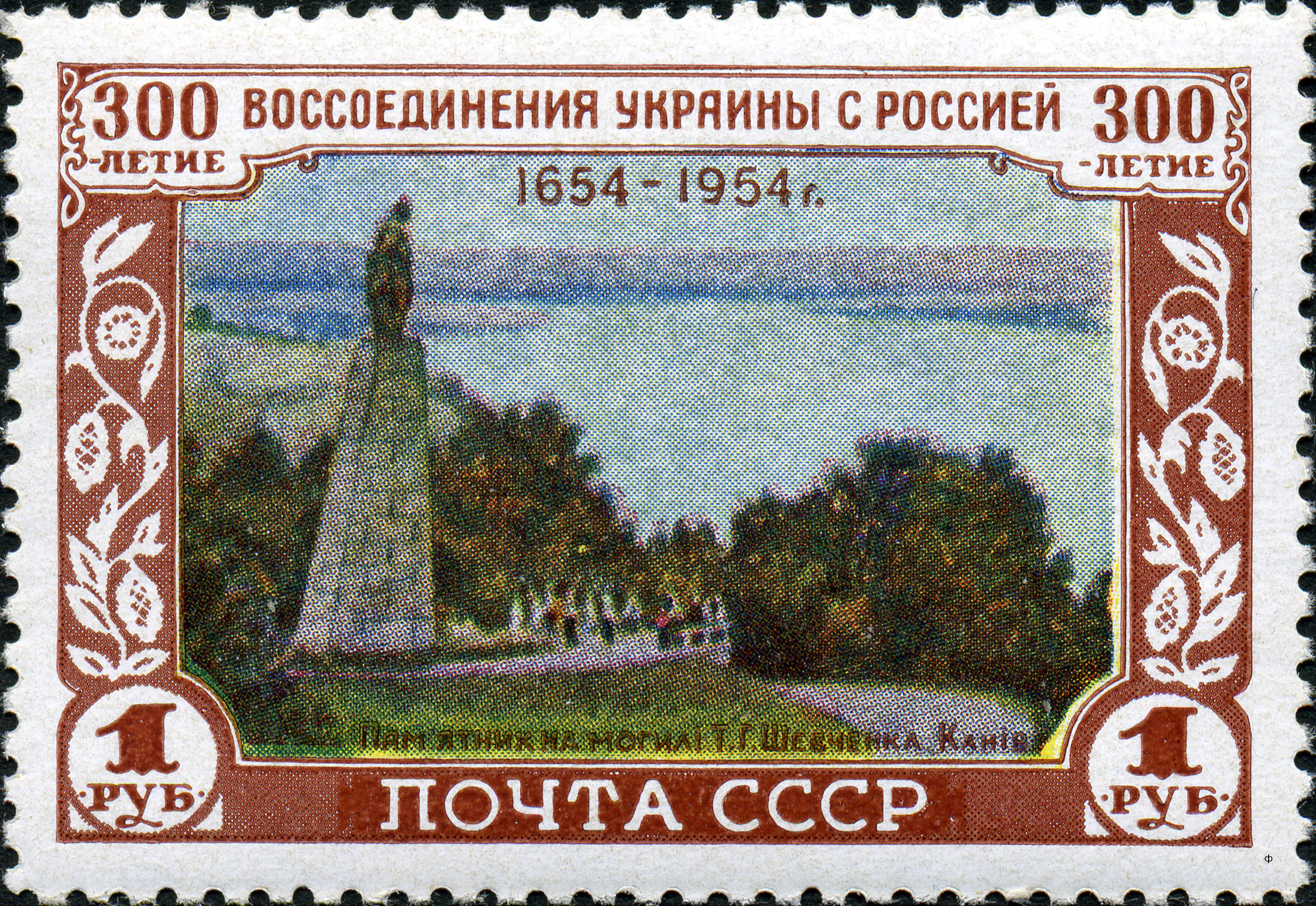
Почтовая марка СССР, 1954 год: памятник в Каневе
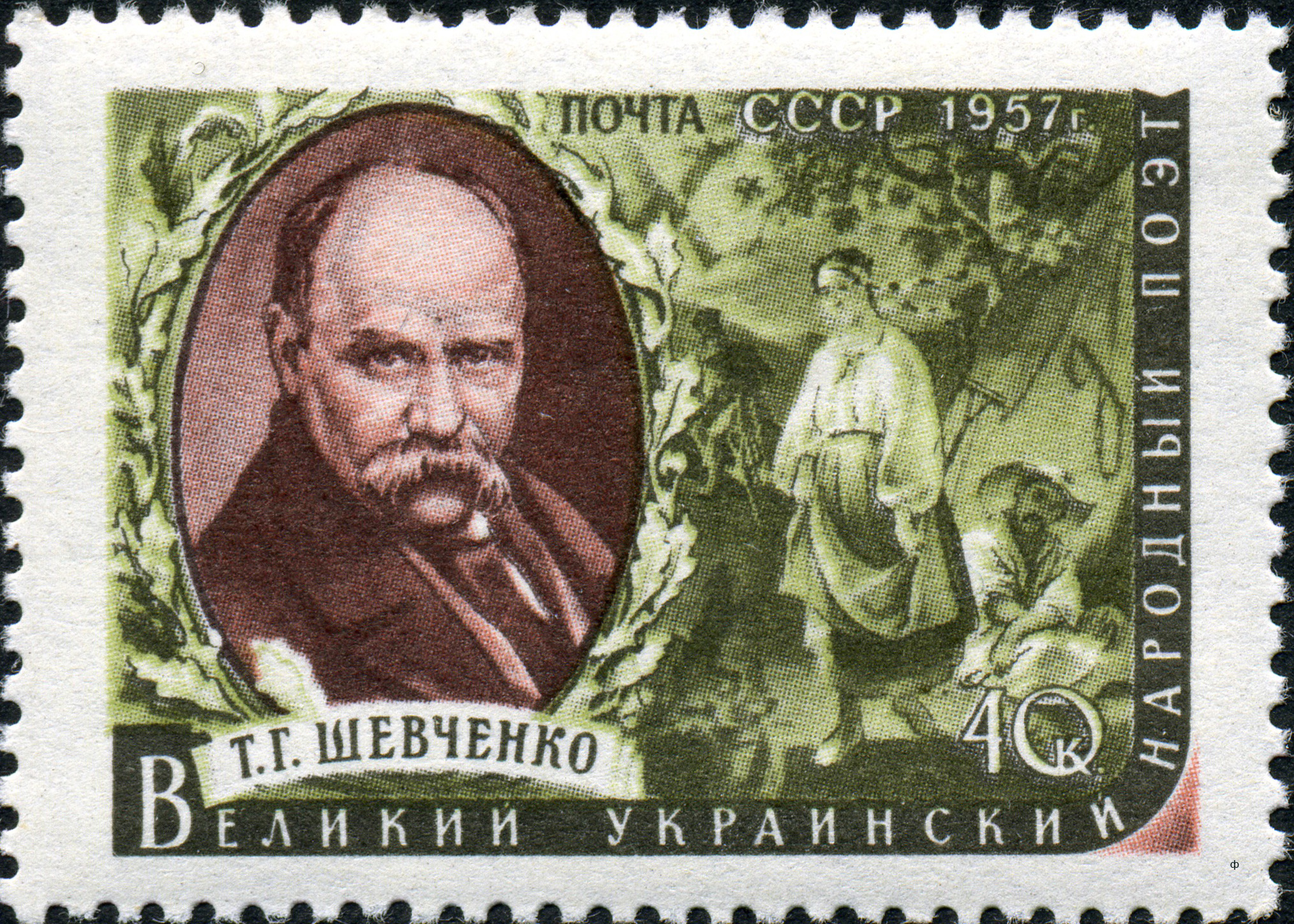
Почтовая марка СССР, 1957 год
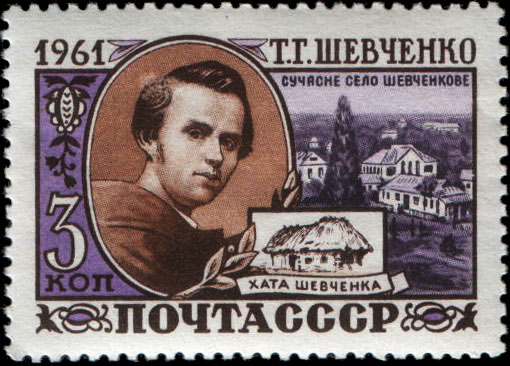
Почтовая марка СССР, 1961 год
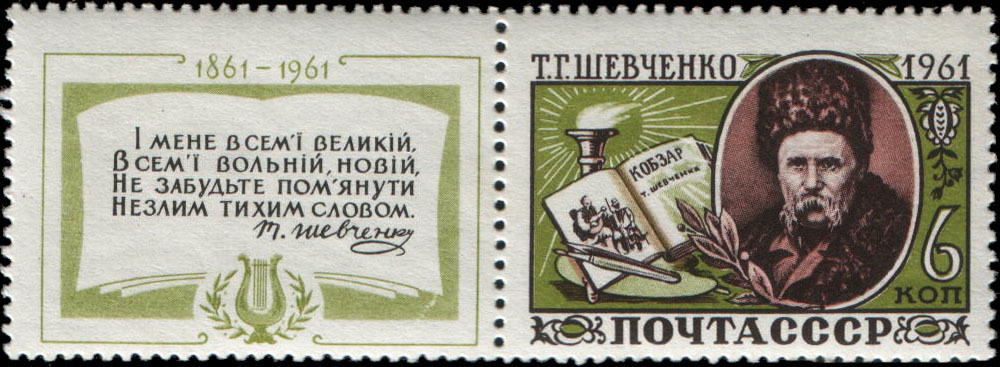
Почтовая марка СССР, 1961 год
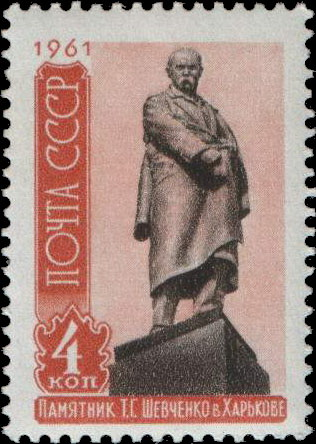
Почтовая марка СССР, 1961 год: памятник в Харькове
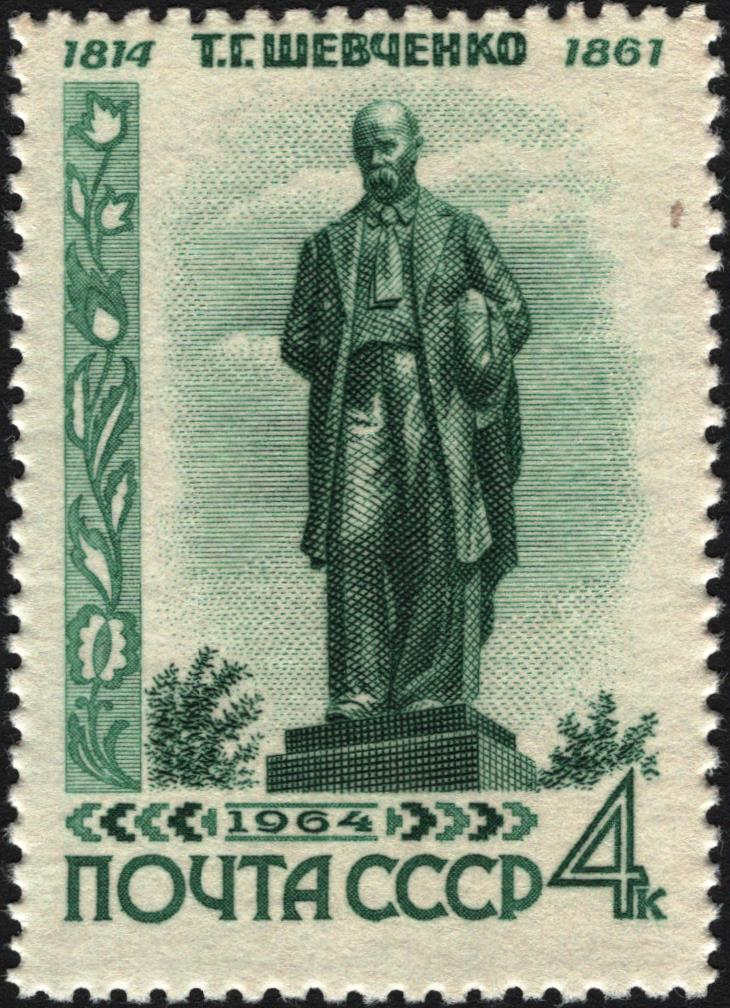
Почтовая марка СССР, 1964 год
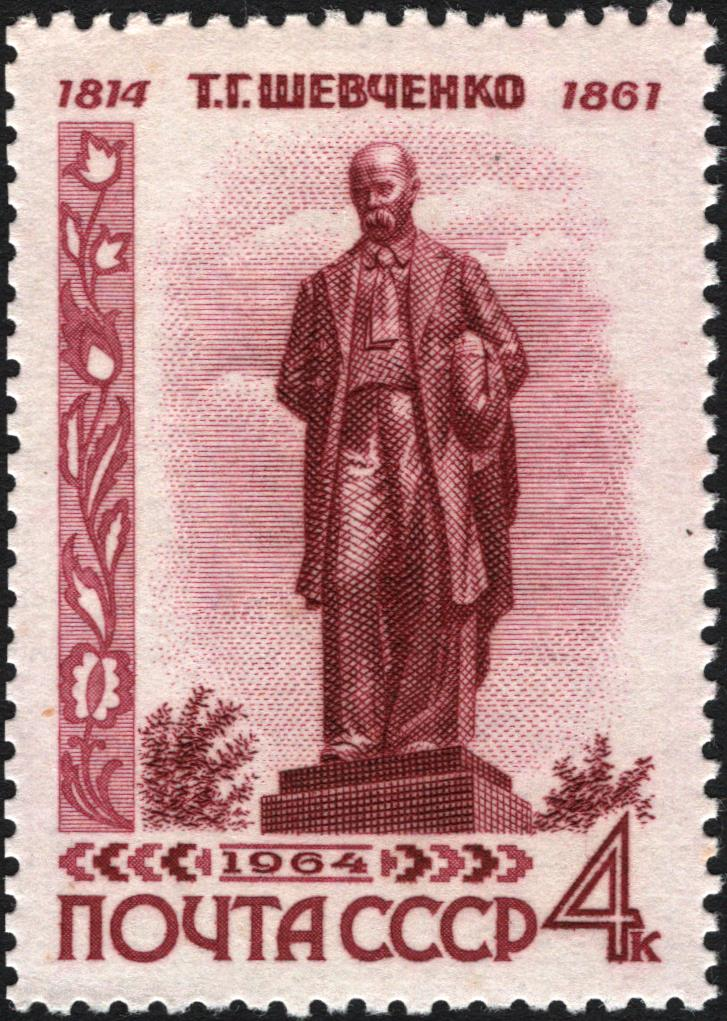
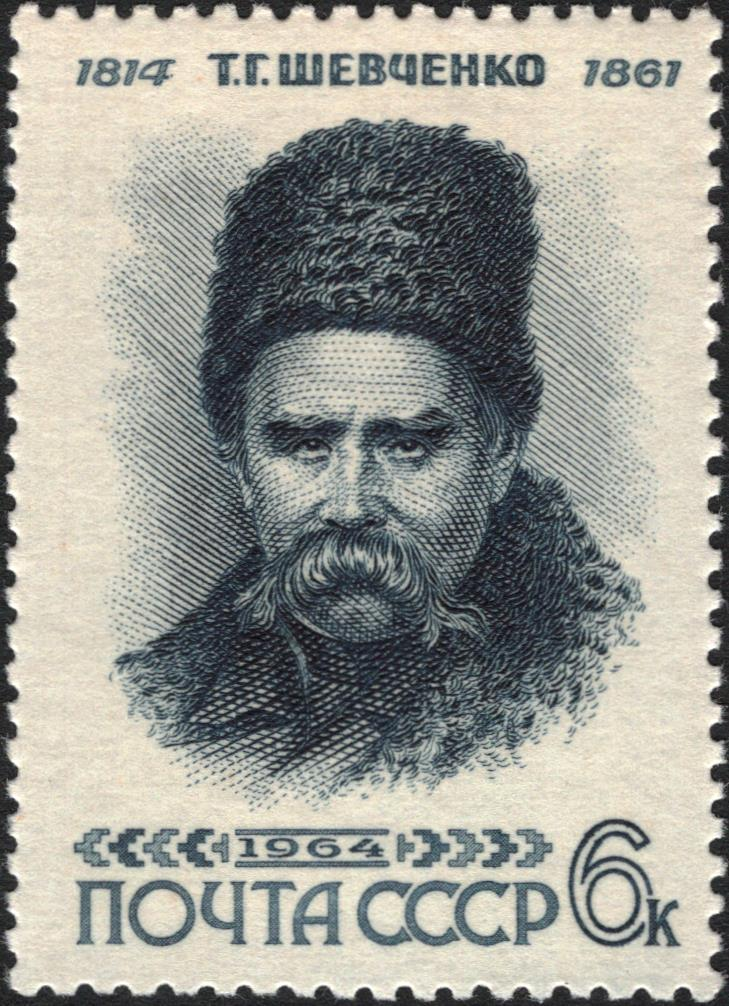
Почтовая марка СССР, 1964 год
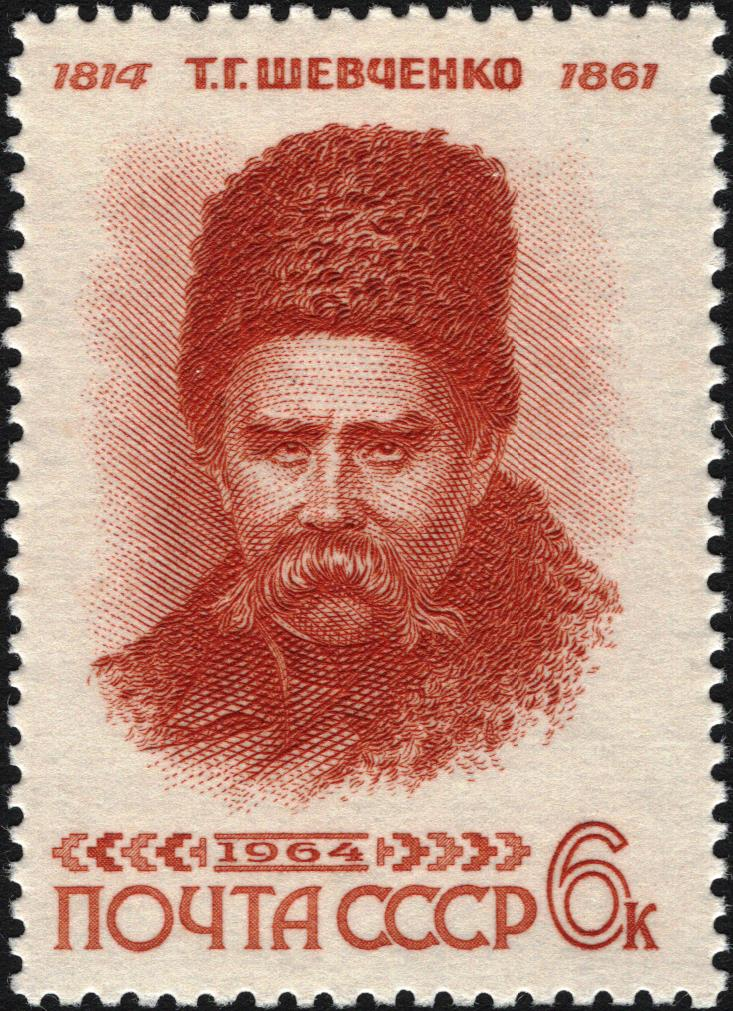
Почтовая марка СССР, 1964 год
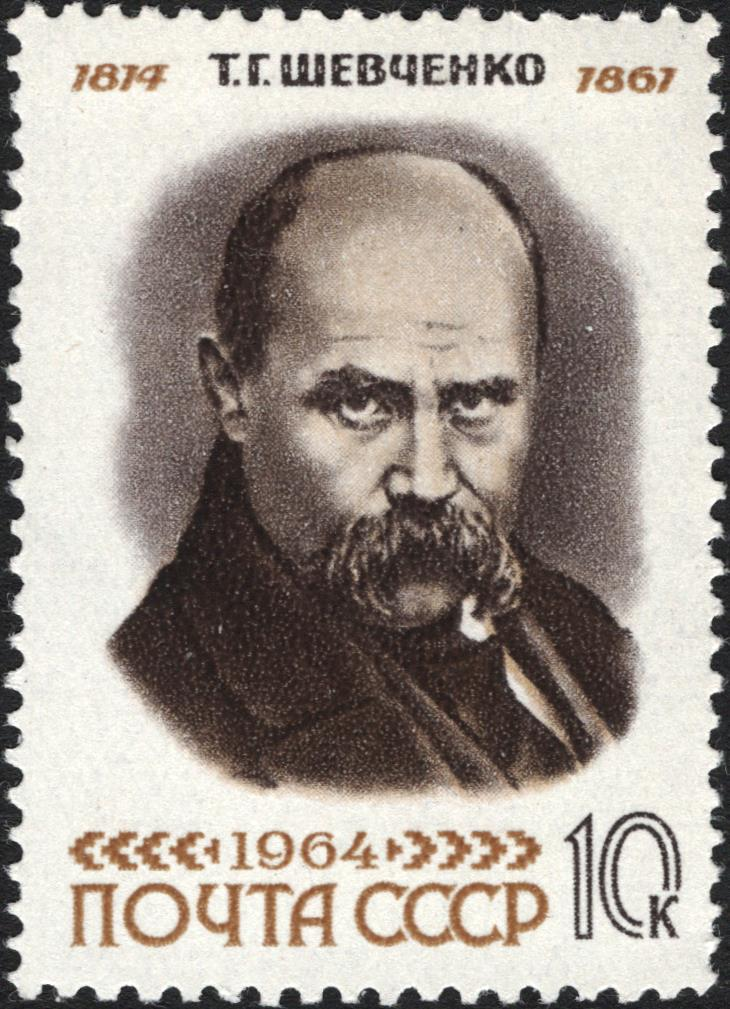
Почтовая марка СССР, 1964 год
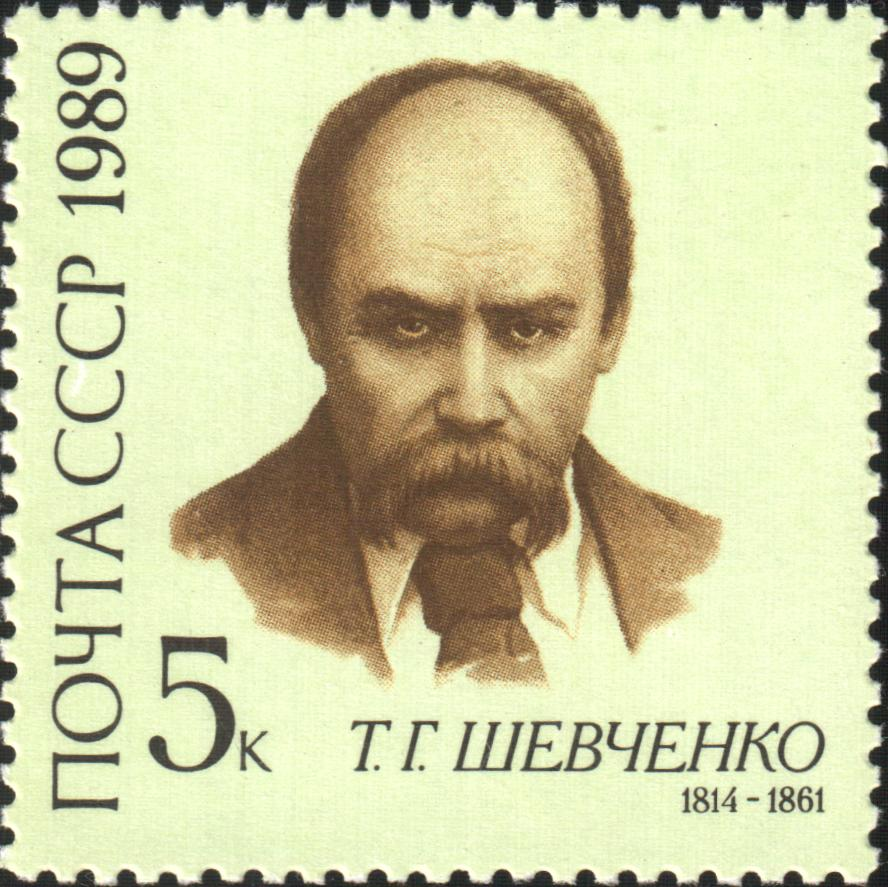
Почтовая марка СССР, 1989 год
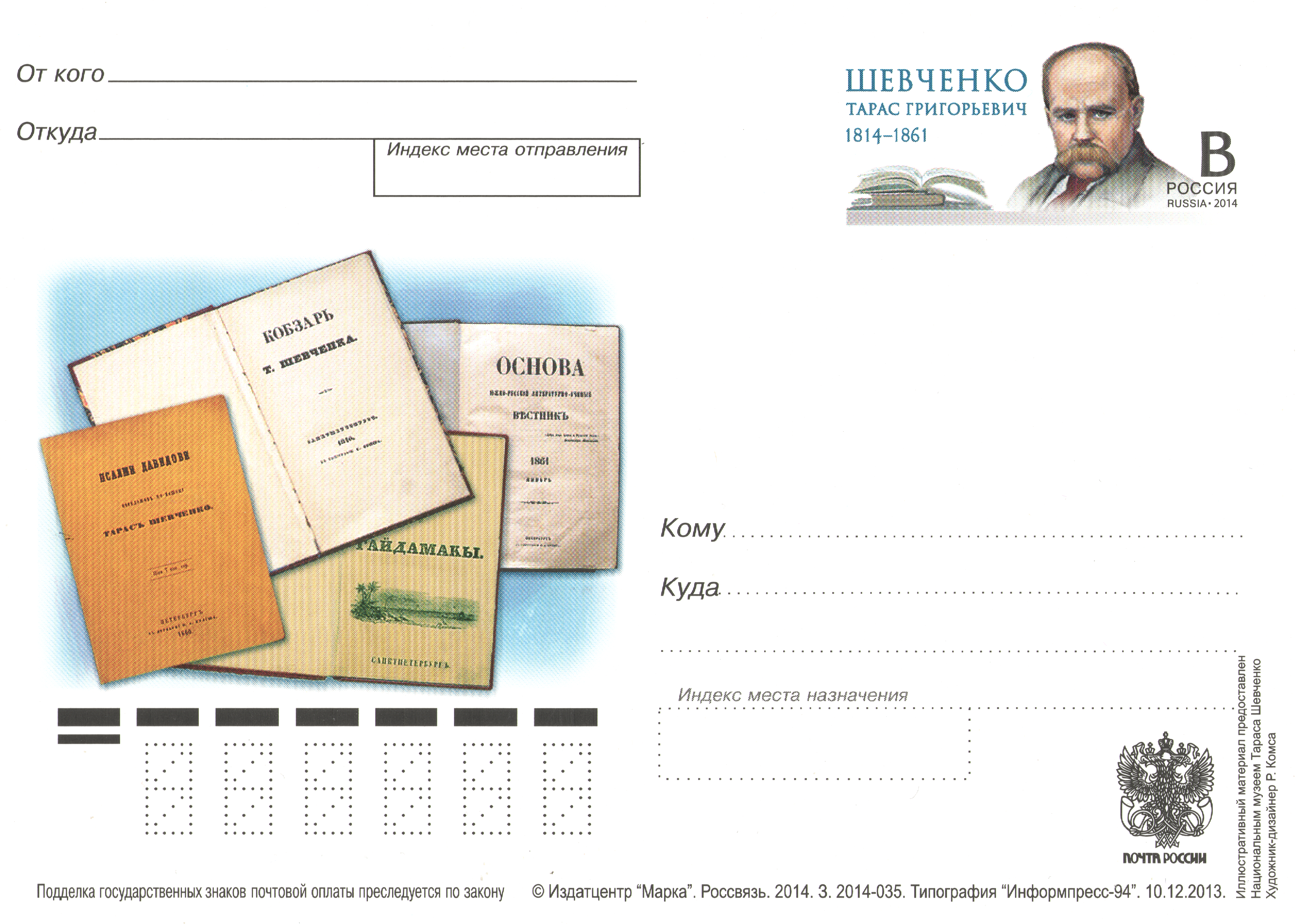
Почтовая карточка Россия, 2014 год

## Другое

Выставка, посвящённая 200-летию со дня рождения Шевченко в Университете Малайя

На гербе и флаге Черкасской области изображён портрет Шевченко.Черкасский областной радиоклуб и общество радиолюбителей-коротковолновиков «Тикич» учредили радиолюбительскую дипломную программу «Кобзар». Она включает ряд дипломов, вымпелов и других наград за проведение радиосвязей с коротковолновиками Черкасской области и других мест, связанных с именем Т. Г. Шевченко. Например, для получения диплома «Тарас» нужно провести на коротких волнах до 30 связей с населенными пунктами Украины, где установлены памятники и бюсты Шевченко.